# Herman Pluim
Herman Pluim (16 settembre 1950) è un ex cestista olandese.

## Carriera
Con i Paesi Bassi ha disputato i Campionati europei del 1975.